# Calolelaps
Calolelaps is een geslacht van vliesvleugeligen uit de familie Pteromalidae. De wetenschappelijke naam van dit geslacht is voor het eerst geldig gepubliceerd in 1925 door Timberlake.

## Soorten
Het geslacht Calolelaps omvat de volgende soorten:
- Calolelaps basalis Timberlake, 1925
- Calolelaps coeruleus Timberlake, 1925